# Verein der Berliner Künstlerinnen

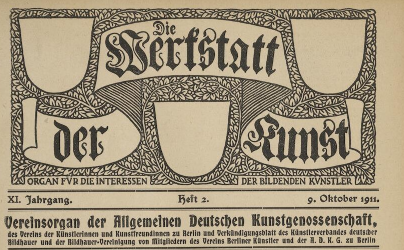
La Verein der Berliner Künstlerinnen en 1911.

La Verein der Berliner Künstlerinnen 1867 e.V. (VdBK) es la asociación de mujeres artistas más antigua que existe en Alemania. La asociación es la encargada de gestionar el archivo Verein der Berliner Künstlerinnen 1867 e. V., publicar boletines y catálogos de la organización. Además concede cada dos años el "Premio Marianne-Werefkin" a mujeres artistas contemporáneas, con el objetivo de cultivar la memoria cultural y promover el trabajo de las mujeres artistas contemporáneas. La ganadora del premio en 2007 fue la escultora Paloma Varga Weisz.
El archivo de la asociación se utiliza, entre otras cosas, como fuente de disertaciones, tesis de máster y diplomas sobre mujeres artistas individuales, así como sobre la posición de las mujeres artistas en la educación y la sociedad. Por ejemplo, se han utilizado materiales del archivo para trabajos sobre Charlotte Berend-Corinth, Käthe Kollwitz, Jeanne Mammen, Paula Modersohn-Becker, Marg Moll, Elisabet Ney, Harriet von Rathlef-Keilmann y Gertraud Rostosky. Desde el 1 de noviembre de 2012, el archivo de la asociación ha sido transferido por contrato al archivo de la Akademie der Künste (Academia de las Artes de Berlín).
Entre los socios de la asociación se encuentran la Berlinische Galerie, Landesmuseum für moderne Kunst, Fotografie und Architektur. En colaboración con esta se recopiló en 1992 con motivo del 125 aniversario una amplia documentación sobre las socias y simpatizantes de la asociación, publicado bajo el nombre de Künstlerinnenlexikon.

## Historia
La Verein der Berliner Künstlerinnen surgió de la Verein der Künstlerinnen und Kunstfreundinnen zu Berlin. Desde su fundación en 1867 por Marie Remy, Clara Wilhelmine Oenicke, Rosa Petzel y Clara Friederike Heinke la asociación se centró en todas las regiones y países vecinos de habla alemana. En 1867, las mujeres no disponían de capacidad jurídica dentro del Imperio Alemán, por lo que se requerían miembros fundadores masculinos que estuvieran vinculados a la asociación mediante una afiliación honorífica sin ser miembros de pleno derecho. Las mujeres amantes del arte se encargaron de que la asociación estuviera anclada en las clases medias y tuviera así una base financiera. Algunas de las Kunstfreundinnen (socias) también ocupaban cargos importantes en la dirección de la asociación. Hedwig Weiß, por ejemplo, fue miembro de la junta directiva durante un tiempo. La asociación celebraba regularmente exposiciones de arte. En 1919, al comienzo de la República de Weimar, en la que se reforzaron los derechos de las mujeres, la asociación pasó a llamarse Verein der Künstlerinnen zu Berlin.

## Escuela de arte
La asociación fundó en 1868 su propia escuela de arte en Askanischer Platz 7. Desde 1871, se fundó también una "Escuela de Dibujo y Pintura", con un "Seminario de Profesores de Dibujo" anexo. Al principio, la enseñanza corría a cargo de renombrados profesores de la academia. En 1893, la asociación, junto con el Liceo Victoria para la Educación Superior Femenina, adquirió un edificio para la escuela de dibujo y pintura en la Potsdamer Strasse 39 (hoy 98a). Al aumentar el número de estudiantes, la asociación se trasladó en 1911 a un edificio construido para ello en Schöneberger Ufer 38 (hoy 71).

### Directoras
- 1871: Antonie Eichler
- 1892: Margarete Hoenerbach
- 1909: Hildegard Lehnert
- 1929: Alice Michaelis
- 1933: Elisabeth von Oertzen

### Docentes
- Jacob Alberts
- Jeanna Bauck
- Ludwig Dettmann
- Friedrich Eggers
- Ernst Friedrich Hausmann
- August Theodor Kaselowsky
- Martin Körte
- Käthe Kollwitz
- August Remy
- Carl Scherres
- Karl Stauffer-Bern
- Milly Steger
- Curt Stoeving
- Wilhelm Streckfuß
- Max Uth
- Elisabeth Voigt

### Alumnas
- Annot
- Sophia Becker-Leber
- Mathilde Block
- Grete Csaki-Copony
- Anna Dräger-Mühlenpfordt
- Bettina Encke von Arnim
- Luise Grimm
- Ilse von Heyden-Linden
- Anna Höchstädt
- Ilse Jonas
- Käthe Kollwitz
- Paula Modersohn-Becker
- Emmy Meyer
- Else Preussner
- Gertrude Sandmann
- Marie Schnür
- Oda Schottmüller
- Louise Stomps
- Augusta von Zitzewitz
- Ruth von Minden-Riefenstahl